# Carcharodon hubbelli
Lo squalo bianco di Hubbell (Carcharodon hubbelli Ehret et al., 2012) è una specie estinta di squalo del genere Carcharodon, che visse dal Miocene superiore al Pliocene inferiore (8-5 Ma). Lo squalo è una specie di transizione, che mostra caratteristiche intermedie tra i grandi squali bianchi odierni e gli squali mako più piccoli e preistorici. I suoi fossili sono stati portati alla luce in Nuova Zelanda e nella formazione di Pisco nel sud-ovest del Perù.
Questo squalo è stato nominato così in onore di Gordon Hubbell, lo scienziato che ha recuperato l'esemplare da un agricoltore che lo ha trovato nel 1988, in riconoscimento del suo contributo sullo studio paleontologico degli squali e per aver donato l'esemplare al Museo di Storia Naturale della Florida nel 2009.

Transizione di C. hubbelli